# Chip Ganassi Racing
Chip Ganassi Racing, LLC (CGR), a veces llamado Chip Ganassi Racing Teams, es un equipo de automovilismo fundado por el empresario estadounidense Chip Ganassi en 1990. El equipo participa en la IndyCar Series, IMSA SportsCar Championship, y en el Campeonato Mundial de Resistencia de la FIA. En el pasado el equipo también compitió en Grand-Am Rolex Sports Car Series, NASCAR, CART y en el Campeonato Global de Rallycross.
Ganassi ha obtenido diecisiete campeonatos de IndyCar Series, en combinación con Champ Car, entre ellos logrando tres 1-2 de sus pilotos (1998, 2009 y 2023) y siete victorias en las 500 Millas de Indianápolis con los pilotos Jimmy Vasser, Alex Zanardi, Juan Pablo Montoya, Dario Franchitti, Scott Dixon, Marcus Ericsson y Álex Palou, siendo este último en 2025.
En la Copa NASCAR, el equipo ha conseguido triunfos de la mano de Kyle Petty, Sterling Marlin, Joe Nemechek, Jamie McMurray, Kyle Larson y Montoya. En la Grand-Am ha obtenidos cinco títulos con Scott Pruett, Max Papis y Memo Rojas.
Desde sus inicios, su principal auspiciante ha sido la cadena de grandes almacenes Target Corporation, y sus automóviles se han pintado de rojo con vivos amarillos o blancos. Duró 17 años esa alianza entre el equipo y patrocinador.

## CART / Champ Car

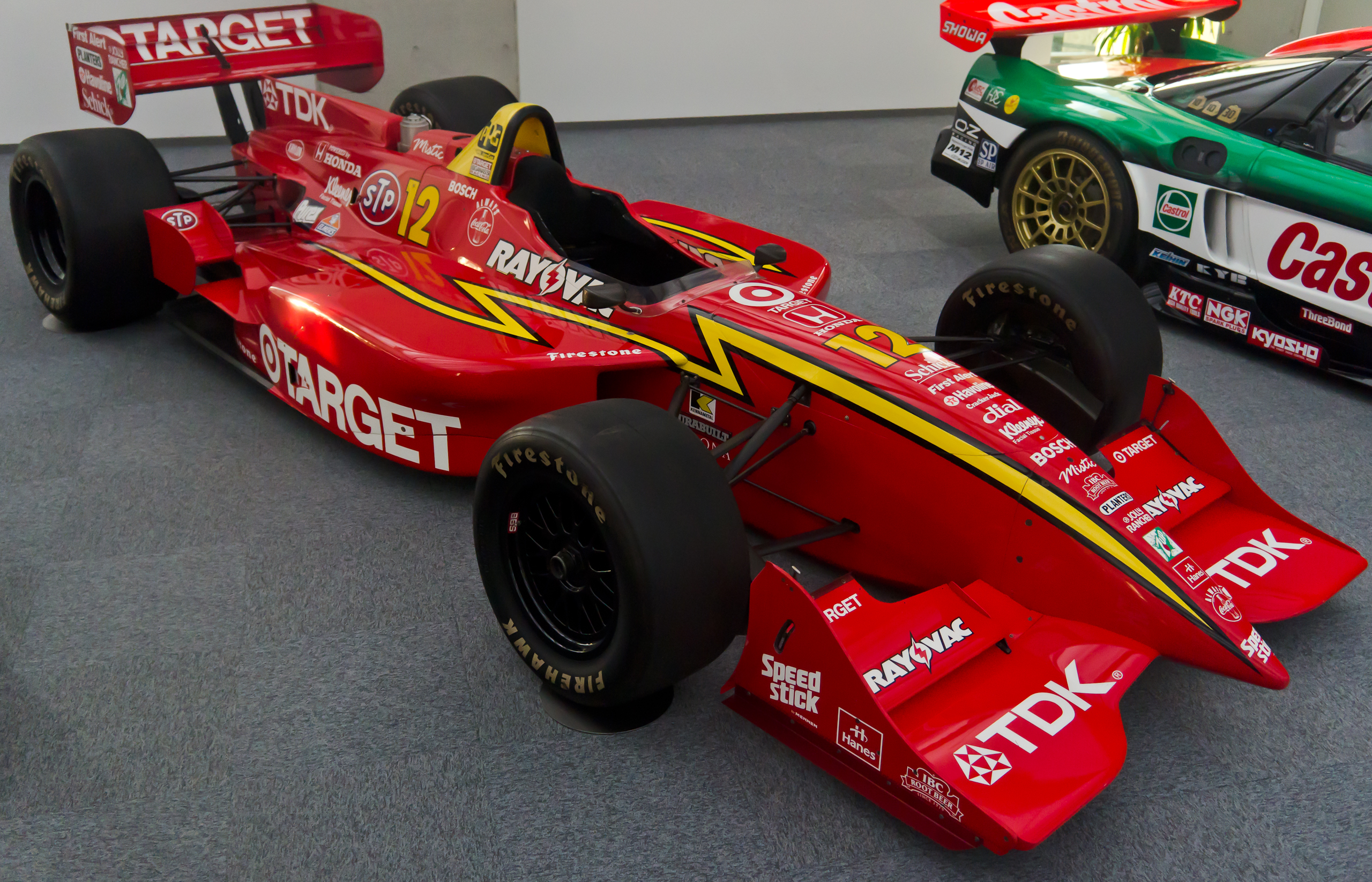
Coche del equipo Chip Ganassi con el que disputó el título de la CART en 1996.

El equipo se estrenó en la temporada 1990 de la CART con el expiloto de Fórmula 1 Eddie Cheever como piloto. Robby Gordon corrió esporádicamente para Chip Ganassi Racing en 1992, y el holandés Arie Luyendyk se unió a ellos puntualmente para las 500 Millas de Indianápolis de ese año.
Para 1993, Luyendyk pasó a sustituir a Cheever. Fue poleman en las 500 Millas de Indianápolis de ese año, y terminó la carrera en segunda posición. Al sumarse a Chip Ganassi Racing para la temporada 1994, Michael Andretti logró la primera victoria para el equipo en el Gran Premio de Surfers Paradise. En 1995, la escudería cambió los dos pilotos: Bryan Herta y Jimmy Vasser sumaron cinco podios ese año, pero ninguna victoria.
Las cuatro temporadas siguientes fueron sendos campeonatos para Chip Ganassi Racing: Vasser en 1996, Alex Zanardi en 1997 y 1998, y Juan Pablo Montoya en 1999. Vasser fue piloto hasta el año 2000, logrando victorias en cada temporada salvo en 1999. Montoya también corrió para Chip Ganassi Racing en 2000, aunque esta vez sin chances de ganar el campeonato: terminó en noveno lugar, dos detrás de su compañero. Ese año, el equipo pasó de usar chasis Reynard y motores Honda a Lola y Toyota. Tanto Zanardi como Montoya dejaron la categoría a fines de 1998 y 2000 respectivamente, para sumarse al año siguiente a la Fórmula 1.
Luego de la partida de Montoya y Vasser, el equipo contrató como pilotos en 2001 a Bruno Junqueira y Nicolas Minassian, quienes habían finalizado en primer y segundo lugar en la temporada 2000. de la Fórmula 3000. Tras seis carreras decepcionantes, Minassian fue sustituido por Memo Gidley, quien logró tres podios en las catorce fechas restantes del calendario. Junqueira logró una victoria en Road America y dos cuartos lugares ese mismo año.
Al año siguiente, Junqueira mantuvo su butaca, Kenny Bräck sustituyó a Gidley, y Scott Dixon se sumó con un tercer automóvil. Junqueira logró dos victorias y cuatro podios adicionales, aunque se tuvo que conformar con un segundo lugar en el campeonato tras el dominador absoluto Cristiano da Matta. Chip Ganassi Racing abandonó la categoría para la temporada 2003.

### Pilotos de la serie CART (1990 - 2002)
- Eddie Cheever (1990–1992)
- Arie Luyendyk (1992–1993, 1997)
- Robby Gordon (1992)
- Didier Theys (1992)
- Michael Andretti (1994)
- Maurício Gugelmin (1994)
- Bryan Herta (1995)
- Mike Groff (1995)
- Jimmy Vasser (1995–2000)
- Alex Zanardi (1996–1998)
- Juan Pablo Montoya (1999–2000)
- Nicolas Minassian (2001)
- Memo Gidley (2001)
- Bruno Junqueira (2001–2002)
- Kenny Bräck (2002)
- Scott Dixon (2002)

## IndyCar Series

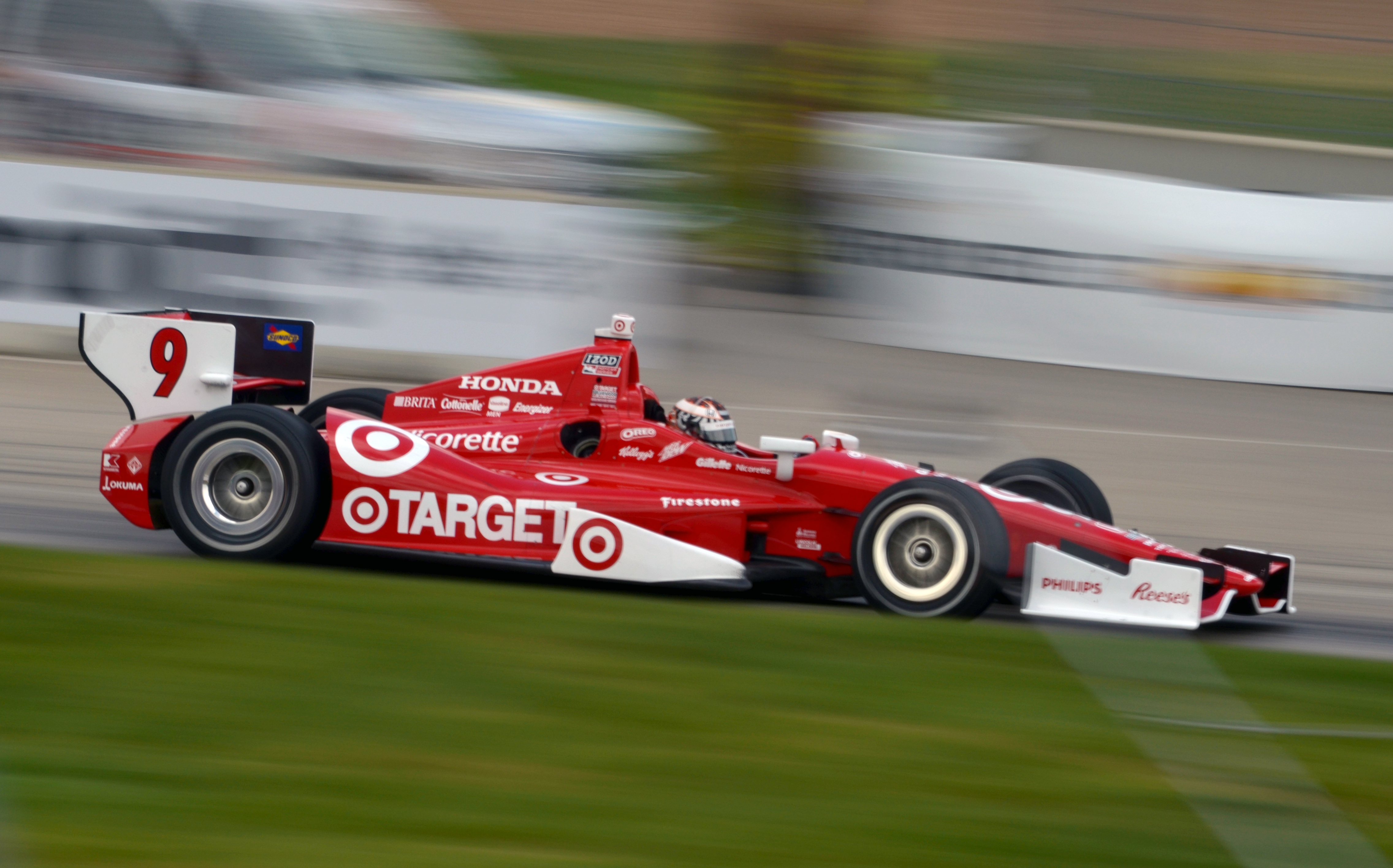
Coche del equipo Chip Ganassi en Detroit 2012.

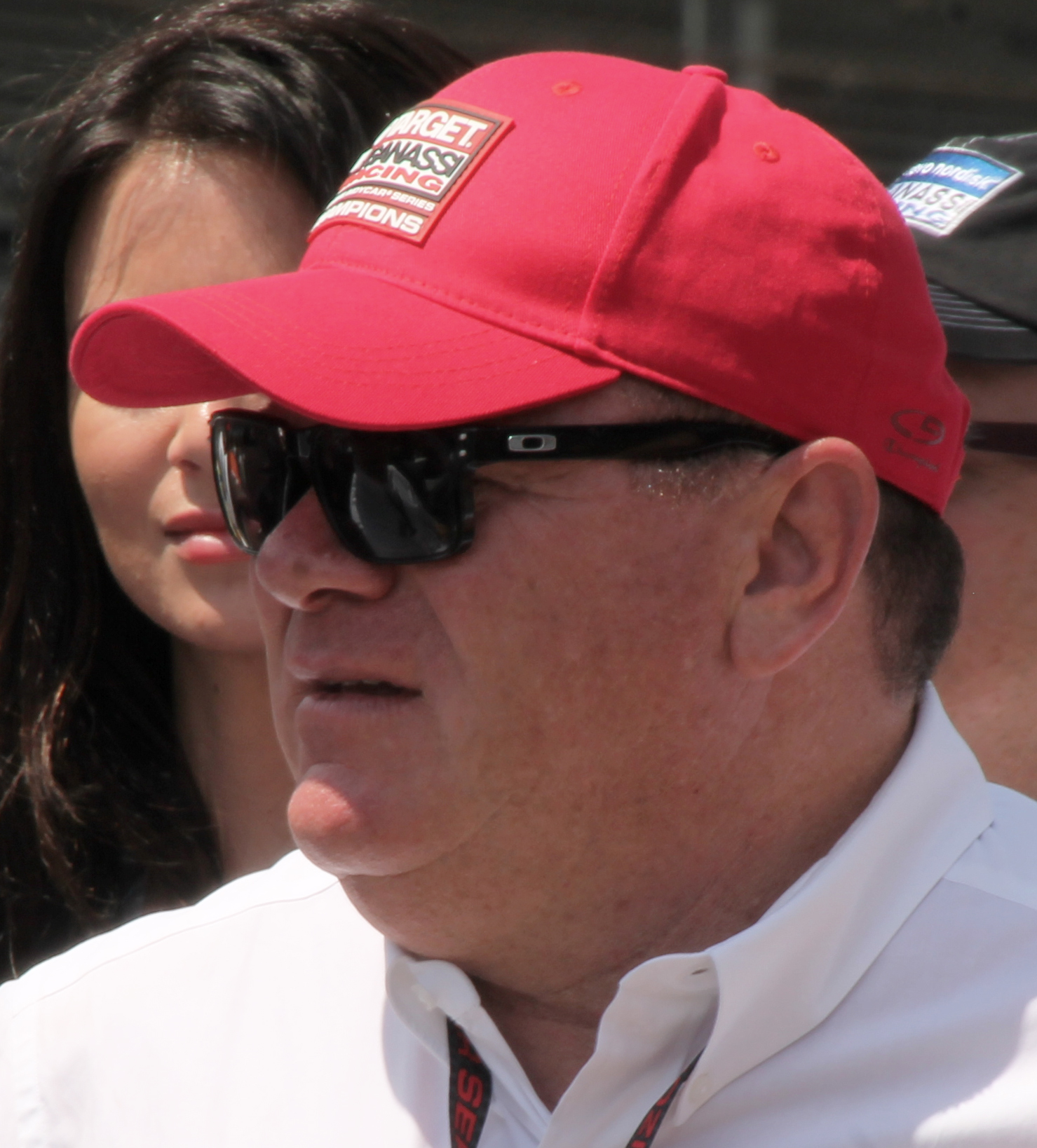
Chip Ganassi.

En 2000, Chip Ganassi Racing fue el primer equipo de la categoría en inscribirse a las 500 Millas de Indianápolis desde la creación de la IndyCar Series en 1996. Montoya ganó y Vasser llegó séptimo; ningún novato había logrado vencer esa carrera desde 1966. El equipo retornó a la carrera al año siguiente con cuatro pilotos: Vasser, Junqueira, Tony Stewart y Minassian. Los tres primeros llegaron cuarto, quinto y sexto respectivamente, a su vez que Minassian abandonó por una falla mecánica.

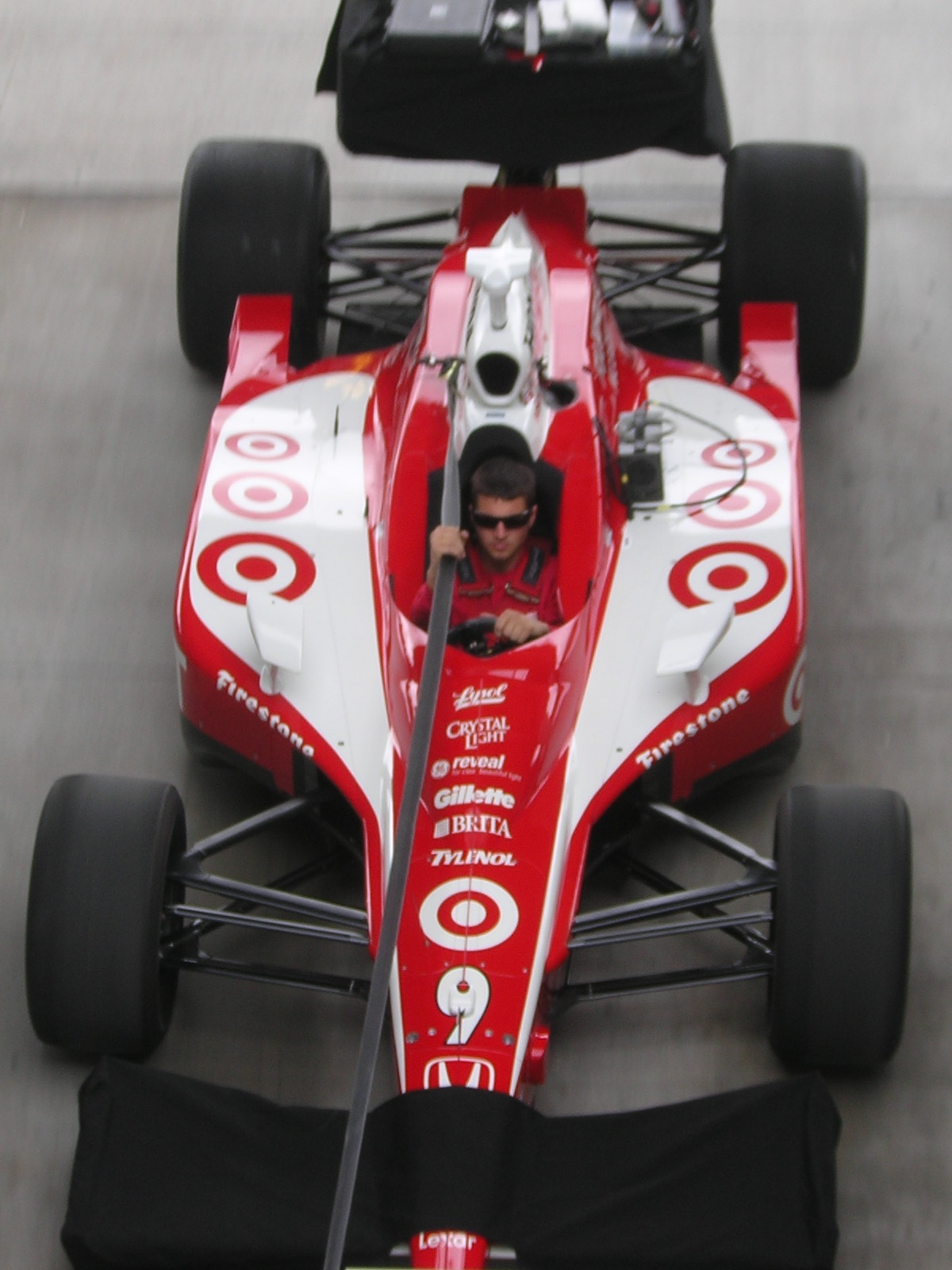
Coche del equipo Chip Ganassi Con Scott Dixon.

 En el año 2002, Jeff Ward compitió toda la temporada para Chip Ganassi Racing, llegando en el undécimo lugar general. También Junqueira y Bräck participaron de las 500 Millas de Indianápolis.
Ya habiendo abandonado la CART, la escudería tomó a Dixon y contrató además a Tomas Scheckter. El primero derrotó a los tres pilotos de Penske Racing y venció el campeonato 2003, mientras que Scheckter terminó séptimo tras chocar en varias carreras. Quien se había planeado como su sustituto para 2004, Tony Renna, murió en octubre de 2003 al chocar durante una prueba en el Indianapolis Motor Speedway.
Las dos siguientes temporadas, Chip Ganassi Racing estuvo lejos de la lucha por el campeonato. Tras el arribo de Darren Manning en 2004, el equipo alternó entre cinco pilotos en 2005 y logró pocos podios. El equipo volvió al primer nivel en 2006 de la mano de Dixon, quien finalizó cuarto, y Dan Wheldon, quien empató en puntos con Sam Hornish Jr. y perdió el campeonato por lograr menos victorias. Ambos pilotos permanecieron en 2007 con resultados invertidos: Dixon quedó segundo y Wheldon cuarto. En la temporada 2008, Dixon logró finalmente conquistar el campeonato, al tanto que Wheldon se clasificó cuarto.
Para 2009, Wheldon fue sustituido por Dario Franchitti, quien provenía de su fallida incursión en la NASCAR Cup Series con el propio Chip Ganassi Racing. El escocés y Dixon disputaron el liderazgo del certamen con el piloto de Penske Ryan Briscoe durante todo el año. Finalmente, Franchitti se coronó campeón y Dixon subcampeón. Cada uno de ellos obtuvo tres victorias en 2010, incluyendo las 500 Millas de Indianápolis por parte de Franchitti. El escocés se llevó el campeonato y el neozelandés resultó tercero.
Ganassi armó una estructura paralela a la de Franchitti y Dixon para 2011, para los jóvenes estadounidenses Graham Rahal y Charlie Kimball. El británico logró su cuarto título con cuatro victorias, el neozelandés quedó tercero con dos conquistas, Rahal fue noveno con tres podios, y Kimball finalizó 19º. El equipo mantuvo a los cuatro pilotos en 2012. Dixon resultó tercero con dos victorias. Franchitti ganó las 500 Millas de Indianápolis llevando el número 50, en referencia al aniversario del patrocinador titular, la cadena de tiendas Target, pero su racha de títulos se cortó y quedó séptimo en el campeonato. Rahal y Kimball terminaron 10º y 19º respectivamente.
Para 2013, el equipo se redujo a tres pilotos titulares, debido a que Graham Rahal se fue al equipo Rahal Letterman Lanigan Racing. A su vez, cambió de motores Honda a Chevrolet, intercambiando de proveedor con el equipo Andretti. Dixon se coronó campeón de la IndyCar por tercera vez en su carrera, ganando cuatro veces en la temporada: Pocono, las dos mangas de Toronto y la primera de Houston, y también, logró dos segundos puestos, dos cuartos y dos quintos. Charlie Kimball logró su primera victoria en su carrera en IndyCar en Mid-Ohio, y también logró un segundo puesto, un cuarto y dos sextos, para terminar noveno en el campeonato. Por otra parte, Franchitti obtuvo cuatro podios en 2013, aunque ninguna victoria y resultó décimo en el campeonato. El escocés disputó todas las carreras salvo la carrera final, debido a que se lesionó en un accidente en la segunda carrera de Houston, lo que lo obligó a retirarse como piloto. Para la carrera final en Fontana lo reemplazó Alex Tagliani, quien finalizó decimocuarto en la carrera. Además, el equipo puso en pista un cuarto auto solamente en las 500 Millas de Indianápolis para Ryan Briscoe, quien finalizó en la carrera en el puesto 12.
Ganassi retuvo a Dixon y Kimball para la temporada 2014 de la IndyCar, en tanto que contrató a Tony Kanaan y Briscoe para completar cuatro plazas permanentes. Dixon resultó tercero en el campeonato, por detrás de Will Power y Castroneves, acumulando dos victorias, cuatro podios y 11 top 5 en 18 carreras. Kanaan obtuvo un triunfo, un segundo puesto y cuatro terceros, para colocarse séptimo en la tabla general. Briscoe finalizó 11º sin podios, y Kimball acabó 14º con un podio.
Briscoe no continuó en Ganassi en 2015 por falta de presupuesto. Dixon logró su cuarto campeonato para Ganassi, al acumular tres victorias, un tercer puesto y dos cuartos; quedó empatado en puntos con Juan Pablo Montoya pero lo batió en cantidad de victorias. Kanaan acumuló tres podios y seis top 5 para colocarse séptimo en el clasificador final. Kimball consiguió dos podios y terminó 12º en la tabla general. Por otra parte, Ganassi contó con un cuarto automóvil para el novato Sage Karam, quien obtuvo un tercer puesto y un quinto. Sebastián Saavedra lo sustituyó en cuatro fechas y participó con un quinto Chevrolet en las 500 Millas de Indianápolis, obteniendo un décimo puesto como mejor resultado.
En 2016, Dixon consiguió dos victorias y cuatro podios, quedando sexto en el campeonato. Kanaan acumuló dos podios y cinco top 5s, para colocarse séptimo en la clasificación final. Kimball resultó noveno, con dos quintos puestos como mejores resultados. Max Chilton fue el cuarto piloto de Ganassi durante toda la temporada, acabando 19º sin top 5s.
Al comienzo de 2017 el equipo cambió su suministrador de motores de nuevo a Honda y mantuvieron a sus mismos cuatro pilotos. Scott Dixon volvió a ser el mejor clasificado de entre sus compañeros, finalizando en tercera posición y logrando la victoria en Road América, así como 5 segundos puestos. El brasileño Tony Kanaan abandonó el equipo tras esta temporada en la que logró un segundo puesto en Texas. También dejaron la estructura Chilton y Kimball
Un nuevo campeonato fue logrado por Dixon en la temporada 2018, quien hizo una sólida temporada con 3 victorias y 6 segundos puestos. Su compañero fue el emiratí Ed Jones, quien fuera Rookie del Año en la temporada anterior, pero que tuvo una participación más discreta; finalizando en decimotercera posición el campeonato.
Para la temporada 2019, Dixon volvió a encontrar la victoria en Detroit y Mid-Ohio, pero una temporada irregular le dejó lejos de ganar el campeonato. Felix Rosenqvist debutó en la IndyCar logrando dos segundos puestos y una sexta posición en el campeonato.
El expiloto de Fórmula 1 con Alfa Romeo, Marcus Ericsson, hizo su debut en la temporada 2020, que compartió asiento con Dixon y Rosenqvist Esta temporada estuvo marcada por las 4 victorias consecutivas del equipo en las 4 primeras carreras del año, siendo las tres primeras para Dixon y la cuarta para Rosenqvist. Dixon terminó logrando ganar el campeonato, mientras que sus compañeros no lograron terminar en los 10 primeros puestos.
Rosenqvist abandonó el equipo y fue sustituido por el español Alex Palou, quien hizo un espléndido debut logrando su primera victoria en IndyCar en la primera carrera de la temporada en Alabama y logró también el campeonato de pilotos en su primer año con el equipo. Por otra parte, ese mismo año el equipo aumentó su número de pilotos a 4, introduciendo también a Jimmie Johnson en los circuitos ruteros y a Tony Kanaan para los ovales. Scott Dixon se reencontró con la victoria en el óvalo de Texas.

### Pilotos en la IndyCar Series

#### Cronología

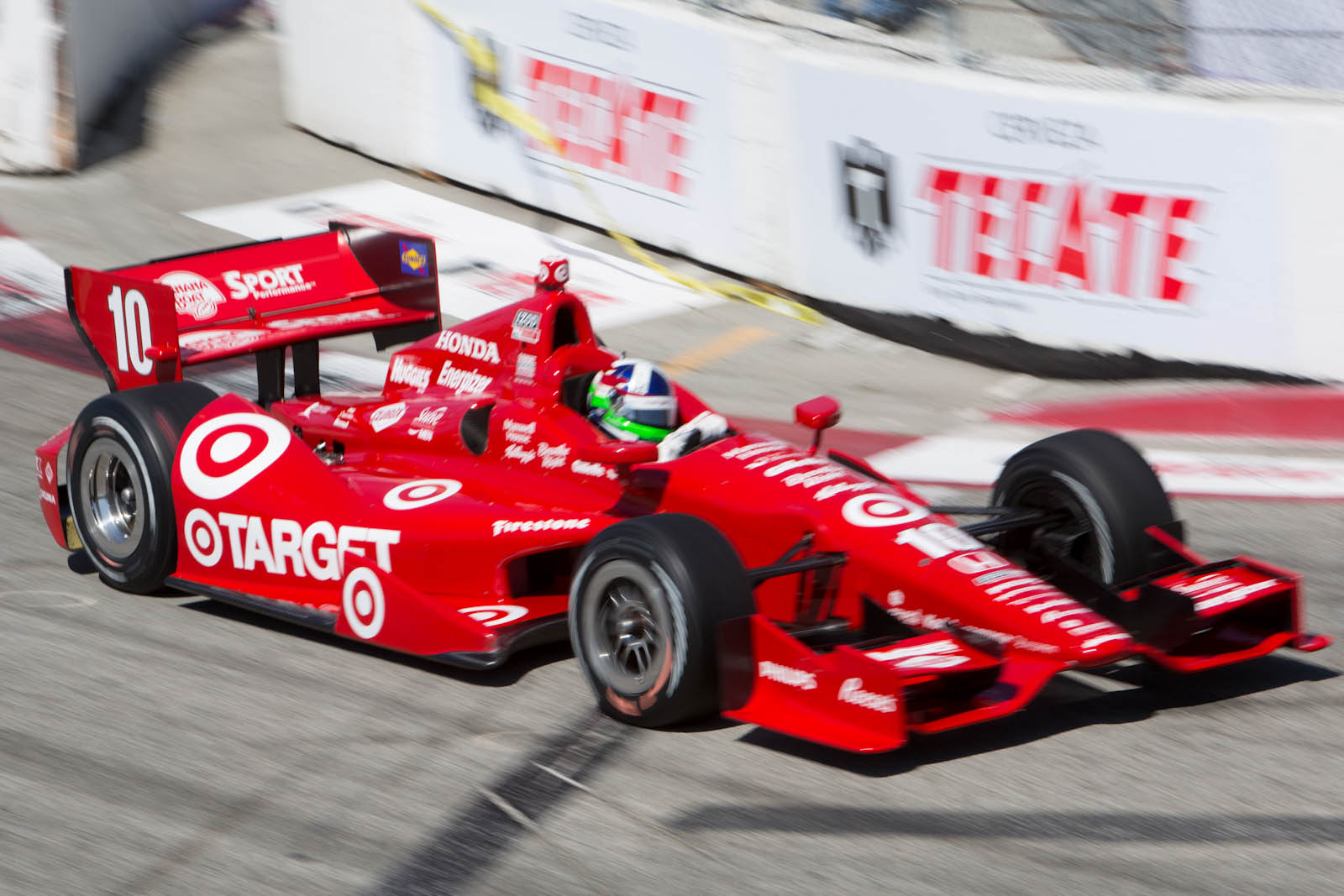
Dario Franchitti, Ganó para Chip Ganassi 3 títulos de la IndyCar Series de manera Consecutiva y dos Indy 500.

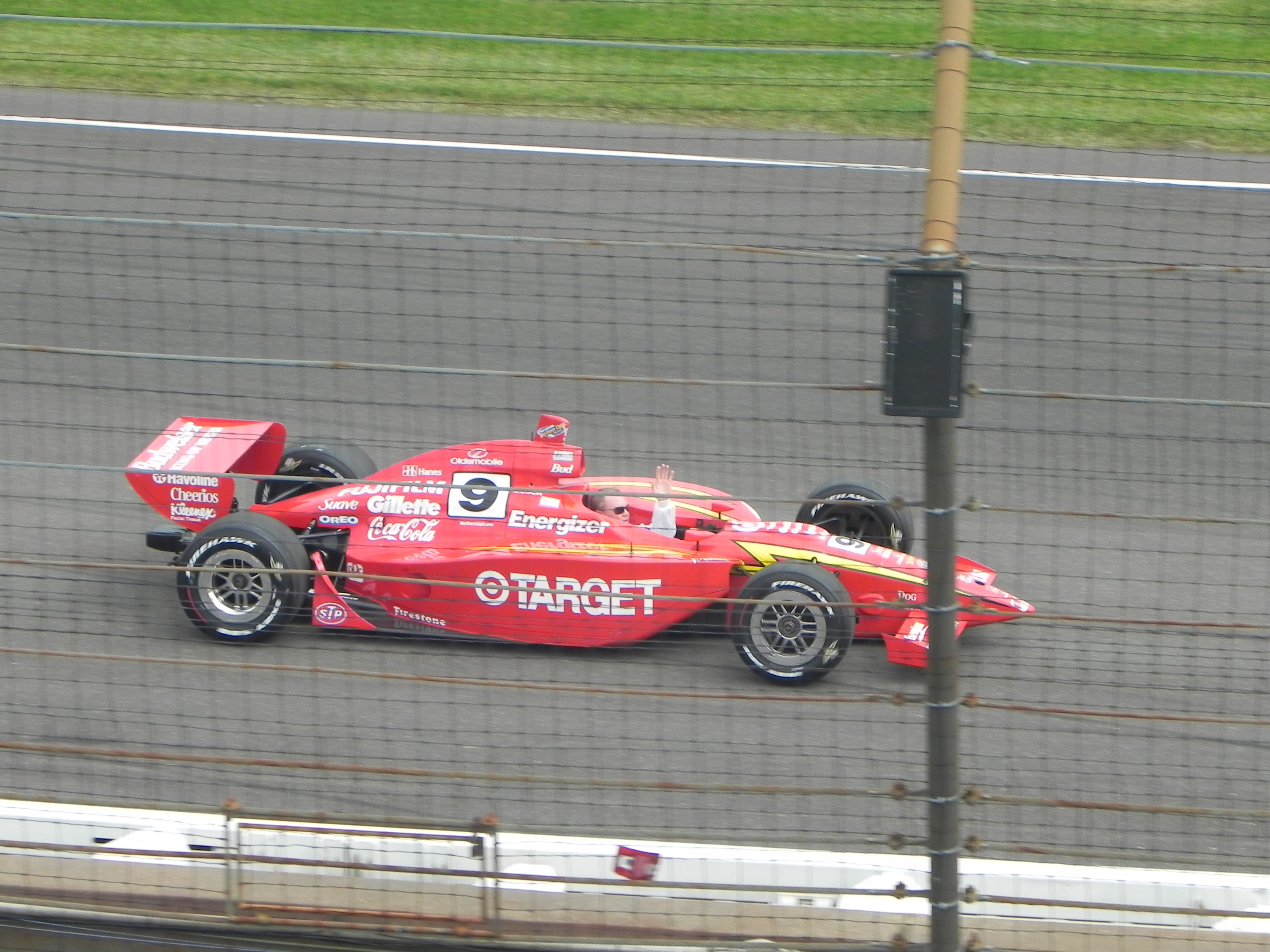
Chip Ganassi conduciendo el coche con el que Juan Pablo Montoya compitiese en la IndyCar en la prueba de la Indy 500 disputada en el año 2000.

- Juan Pablo Montoya (2000; Indy 500; 2015; Indy 500; 2 Trofeos de las 500 millas de Indianápolis.)
- Jimmy Vasser (2000–2001; Indy 500 Solamente)
- Bruno Junqueira (2001–2002; Indy 500 Solamente Piloto de CART en temporada regular antes del traslado del equipo a la IRL.)
- Nicolas Minassian (2001; Indy 500 Solamente Piloto de CART en temporada regular antes del traslado del equipo a la IRL.)
- Tony Stewart (2001; Indy 500 Solamente.)
- Jeff Ward (2002)
- Kenny Bräck (2002; Indy 500 Solamente; Indy 500 Solamente Piloto de CART pero con otro equipo.)
- Scott Dixon (2003–presente)
- Tomas Scheckter (2003)
- Darren Manning (2004–2005)
- Ryan Briscoe (2005, 2013-2014)
- Jaques Lazier (2005)
- Giorgio Pantano (2005)
- Dan Wheldon (2006–2008)
- Dario Franchitti (2008–2013)
- Graham Rahal (2011–2012)
- Charlie Kimball (2011–2017)
- Alex Tagliani (2013)
- Tony Kanaan (2014-2017, 2021-Presente)
- Sage Karam (2015)
- Sebastián Saavedra (2015)
- Max Chilton (2016–2017)
- Ed Jones (2018)
- Felix Rosenqvist (2019-2020)
- Marcus Ericsson (2020-Presente)
- Jimmie Johnson (2021-Presente)
- Alex Palou (2021-Presente)

## Chip Ganassi Racing with Felix Sabates

### NASCAR

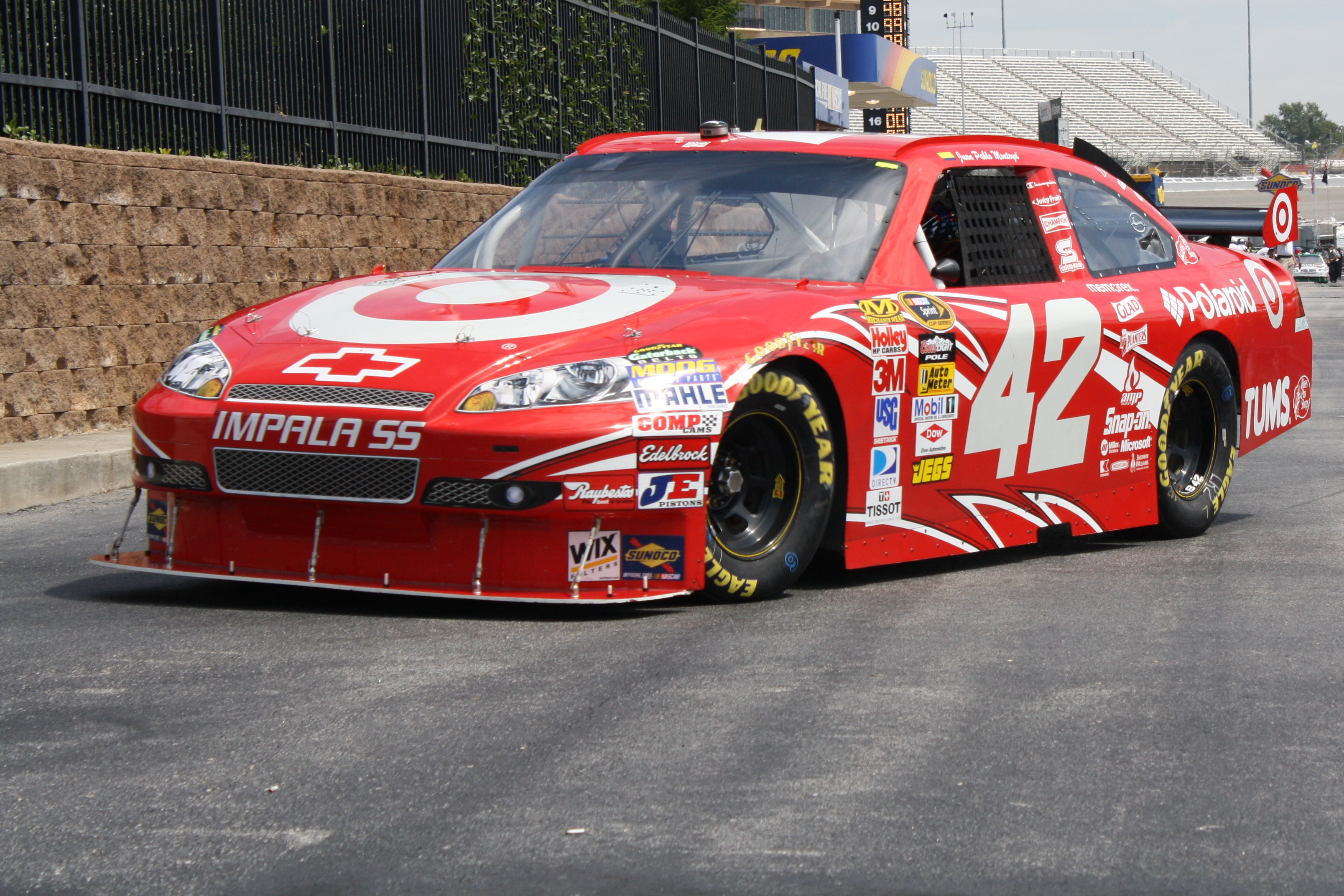
Coche #42 de Juan Pablo Montoya en la NASCAR Sprint Cup.

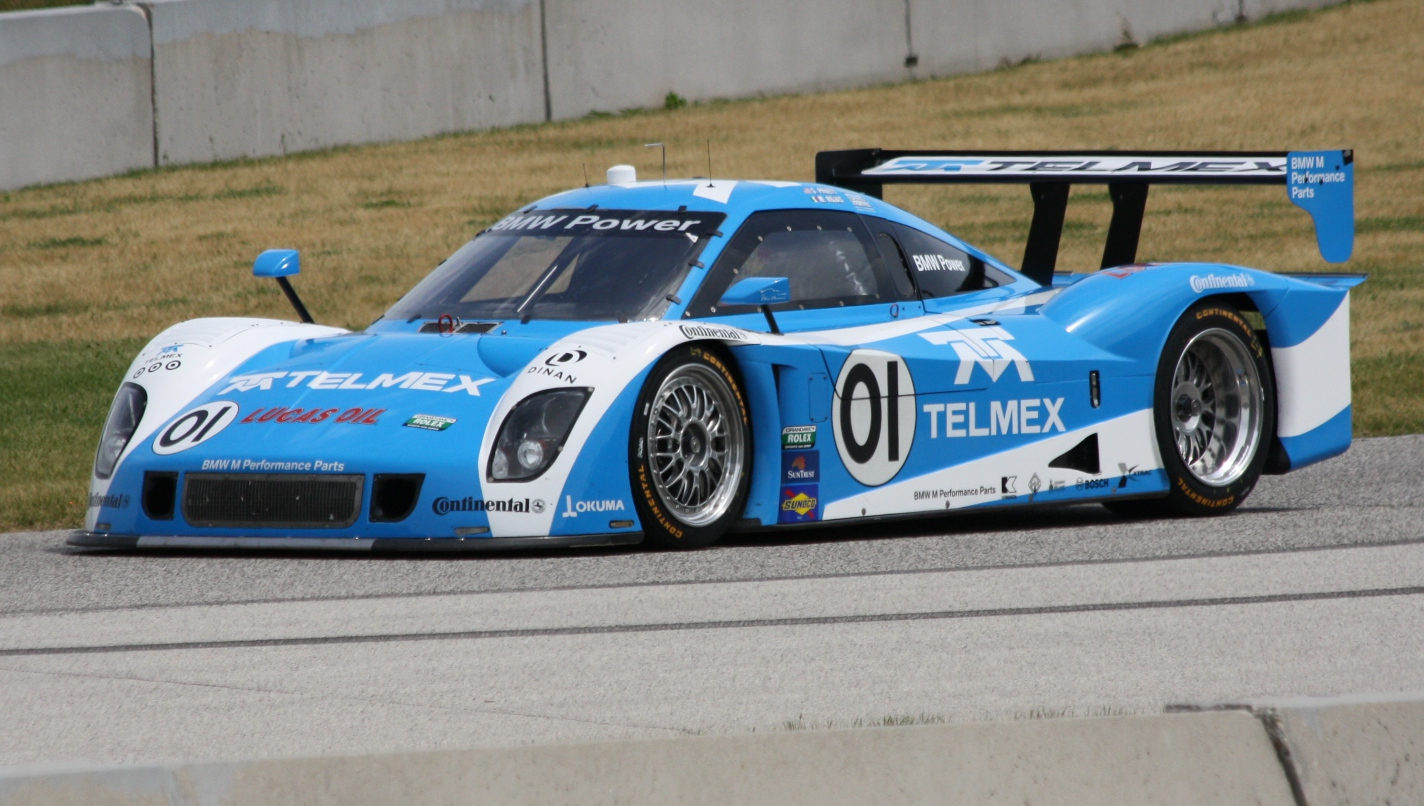
Pruett / Rojas en Road America 2012

En 2001, Ganassi expandiría su equipo a la Copa NASCAR en 2001, al comprar el 80% del equipo SABCO de Felix Sabates. Compitiendo para la marca Dodge, el piloto Sterling Marlin finalizó tercero en el campeonato con dos victorias y 12 top 5, mientras que Jason Leffler resultó 37.º sin victorias.
Marlin logró dos triunfos y 8 top 5, y al cabo de la 28º fecha estaba 4º en la tabla de pilotos, sin embargo sufrió un accidente en Kansas a pocas fechas del final de la temporada que lo dejó afuera por el resto de la temporada, por lo cual lo relegó al 18º puesto final. Jamie McMurray lo reemplazó en las últimas 6 fechas, consiguiendo una victoria en su segunda carrera en la categoría. En tanto que Jimmy Spencer resultó 27º sin ningún triunfo.
Al año siguiente, Marlin, McMurray y Casey Mears fueron los pilotos titulares del equipo. Acabaron 18.º, 13.º y 35.º en el campeonato sin victorias. En 2004, McMurray fue otra vez el mejor piloto del equipo, finalizando 11º en el campeonato, mientras que Marlin y Mears, terminar 21.º y 22.º respectivamente. McMurray acabó 12.º en la temporada 2005, Mears, 22.º, y Marlin 30.º.
En 2006, ante la ida de Marlin y McMurray, Reed Sorenson y David Stremme tomaron sus lugares. Mears resultó 14º en la tabla de pilotos, mientras que Sorenson acabó 24º y Stremme 33º. En la fecha final de la temporada, debutó Juan Pablo Montoya en un cuarto auto del equipo.
En 2007, Montoya reemplazó a Mears en el equipo. El colombiano logró el triunfo en Sonoma, siendo el primero del equipo desde hace 5 años; concluyendo 20º en su temporada debut en la categoría, mientras que Sorenson y Stremme, resultaron 22º y 24º, respectivamente.
Montoya y Sorenson no lograron victorias en 2008, por lo cual quedaron 25º y 32.º en el campeonato, respectivamente. También participó en la temporada, Dario Franchitti durante la primera mitad, pero los malos resultados y falta de obligación, imnpidieron al escocés disputar la temporada completa, después el esocoses regresaría a la IndyCar Series.
Para la temporada 2009, se formó Earnhardt Ganassi Racing (EGR), gracias al equipo Dale Earnhardt, Inc. acordó fusionar su equipo con Chip Ganassi Racing with Félix Sabates, después de que ambos equipos tuvieron dificultades para obtener patrocinios. EGR corre en la NASCAR Cup Series, tiene sede en Concord, Carolina del Norte, Estados Unidos, y es propiedad de Teresa Earnhardt (viuda de Dale Earnhardt), Chip Ganassi y Félix Sabates.
En 2012 y 2013, el #1 Chevrolet lo conduce Jamie McMurray y el #42 Chevrolet lo conduce el colombiano Juan Pablo Montoya; este ya había corrido para Chip Ganassi en las temporadas 1999 y 2000 (campeón de la CART en 1999), y en el 2000 ganando las 500 Millas de Indianápolis.
Teresa Earnhardt apenas tuvo participación en la gestión del equipo. En 2014, el equipo dejó de usar el nombre Earnhardt, y volvió a llamarse Chip Ganassi Racing with Félix Sabates.

### Rolex Sports Car Series
Chip Ganassi Racing with Felix Sabates ha corrido en la Grand-Am Rolex Sports Car Series. Scott Pruett y Memo Rojas finalizaron segundo y cuarto en la temporada 2007 respectivamente, luego ambos se consagrarían campeones en 2008, 2010, 2011 y 2012, y subcampeones en 2009 y 2013.
Además, el equipo ganó las 24 Horas de Daytona en cinco oportunidades, siempre en la clase principal, Prototipos de Daytona: Dan Wheldon, Scott Dixon y Casey Mears en 2006; Montoya, Pruett y Salvador Durán en 2007; Pruett, Rojas, Montoya y Franchitti en 2009; y Pruett, Rojas, Graham Rahal y Joey Hand en 2011, y por tercera ocasión la vuelven a ganar con Montoya, los Pilotos Charlie Kimball Scott Pruett y Memo Rojas en 2013.